# فرنگ (گالیکش)
فرنگ، روستایی است از توابع بخش مرکزی شهرستان گالیکش در استان گلستان ایران.

## جمعیت
این روستا در دهستان نیلکوه قرار داشته و بر اساس سرشماری سال ۱۳۹۲ جمعیت آن۳۲۵ نفر (۸۹خانوار)
بوده است.